# Число Сен-Венана-Ілюшина
Число Сен-Венана-Ілюшина (англ. Saint-Venant-Ilyishin number; нім. Sen-Wenan-Iluschyn-Zahl f) — міра відношення сил пластичності до сил інерції:
Sen=τol/ηv,
де τo — динамічна напруга зсуву, Н/м2; l — характерний лінійний розмір (звичайно, діаметр труби), м; η — коефіцієнт структурної (пластичної) в'язкості, Пас; 'v' — швидкість потоку в'язко-пластичної рідини, м/с.
Названо на честь франц. вченого А.Сен-Венана (Saint-Venant) та рос. вченого О. А. Ілюшина.